# Praecipitatio

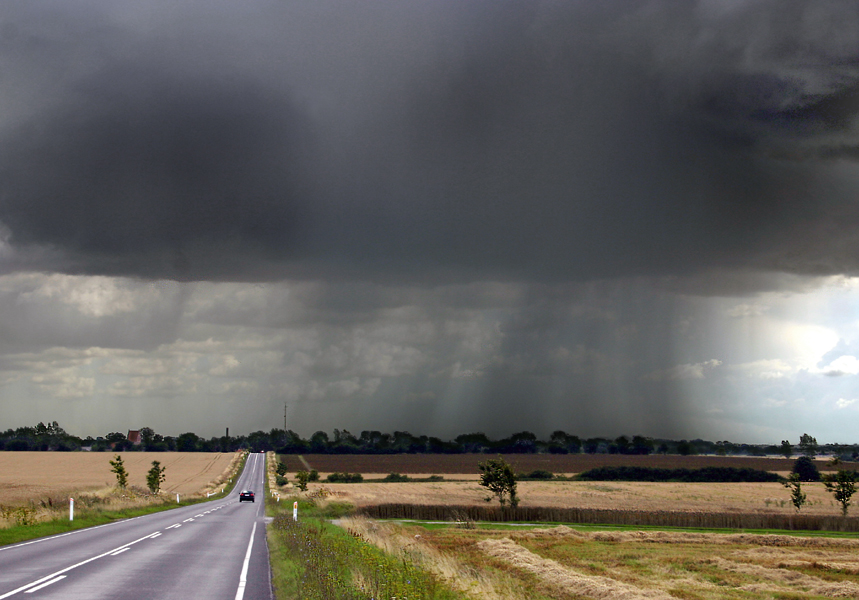
Praecipitatio bei Lunde in Dänemark

Praecipitatio (lat. „Sturz, das Herabstürzen“, Abk.: pra) ist Niederschlag in Form von Regen, Sprühregen, Schnee, Eiskörnern, Frostgraupeln, Hagel usw., der sich in Form vertikal oder schräg herabhängender Schleppen (Fallstreifen) an der Unterseite einer Wolke zeigt und die Erdoberfläche erreicht. Diese Erscheinung kommt meist bei Altostratus, Nimbostratus, Stratocumulus, Stratus, Cumulus und Cumulonimbus vor. Falls der Niederschlag nicht bis zum Erdboden reicht, wird er als Virga bezeichnet.